# Olof August Persson
Olof August Persson, född 1863 i Lockne i Jämtland, död 1931, var ursprungligen bonde, sedermera järnhandlare med firman Gärdin & Persson i Östersund. Persson var politiker (liberal) och drätselkammarens ordförande i Östersunds stad för de frisinnade 1918-1930. Persson var även engagerad godtemplare och känd som "den spiknyktre nubbhandlaren". Vidare var Persson aktiv inom hembygdsrörelsen Heimbygda (styrelseledamot), bankdirektör i Jämtlands Folkbank och skribent i Jämtlands Tidning.